# Przemiana izochoryczna

Wykres p(V) przemiany izochorycznej:
1-2 izochoryczne ogrzewanie,
1-3 izochoryczne oziębianie

Przemiana izochoryczna (z gr. ἴσος — „równy” i χώρος — „miejsce, przestrzeń”) – proces termodynamiczny zachodzący przy stałej objętości (V = const). Oprócz objętości wszystkie pozostałe parametry termodynamiczne mogą się zmieniać. 
Podczas przemiany izochorycznej nie jest wykonywana praca, układ może wymieniać energię z otoczeniem tylko w wyniku cieplnego przepływu energii. Z pierwszej zasady termodynamiki wynika, że całe ciepło doprowadzone lub odprowadzone z gazu w procesie izochorycznym jest zużywane na powiększenie lub pomniejszenie jego energii wewnętrznej: {\displaystyle \delta Q={\text{d}}U.}
Przekształcając wzór na ciepło właściwe otrzymujemy:
{\displaystyle {\text{d}}U=c_{V}mdT,}
gdzie:
- {\displaystyle m} – masa gazu.

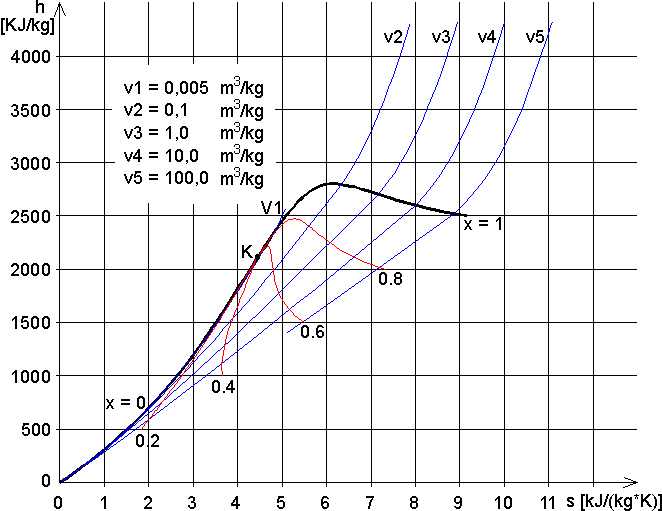
Izochory wody i pary wodnej na wykresie h-s (entalpia-entropia), czarnym kolorem naniesiona jest linia nasycenia, czerwonym – linie stałego stopnia suchości pary

W przypadku gazu doskonałego wzór ten jest słuszny dla dowolnego procesu, natomiast dla gazu rzeczywistego wzór ten jest słuszny tylko w zakresie niewielkich zmian temperatur. Przy większych zmianach ciepło właściwe cV gazu rzeczywistego nie może być traktowane jako stała.
Zmianę energii wewnętrznej można obliczyć w następujący sposób:
{\displaystyle \Delta U=\int \limits _{T_{1}}^{T_{2}}{c_{V}mdT}=c_{V}m(T_{2}-T_{1})=c_{V}m\Delta T,}
gdzie:
- {\displaystyle c_{V}} – ciepło właściwe w procesie izochorycznym.

Proces izochoryczny można praktycznie zrealizować podczas ogrzewania lub oziębiania gazu w zbiorniku o stałej objętości, czyli wykonanego z materiału o zerowej rozszerzalności cieplnej.

## Prawo Charles’a
W izochorycznej przemianie stałej masy gazu, ciśnienie wywierane na ścianki naczynia jest wprost proporcjonalne do temperatury.
{\displaystyle {\frac {p}{T}}={\text{const}},}
gdzie:
- {\displaystyle p} – ciśnienie,
- {\displaystyle T} – temperatura.